# Biserica fortificată din Dobârca

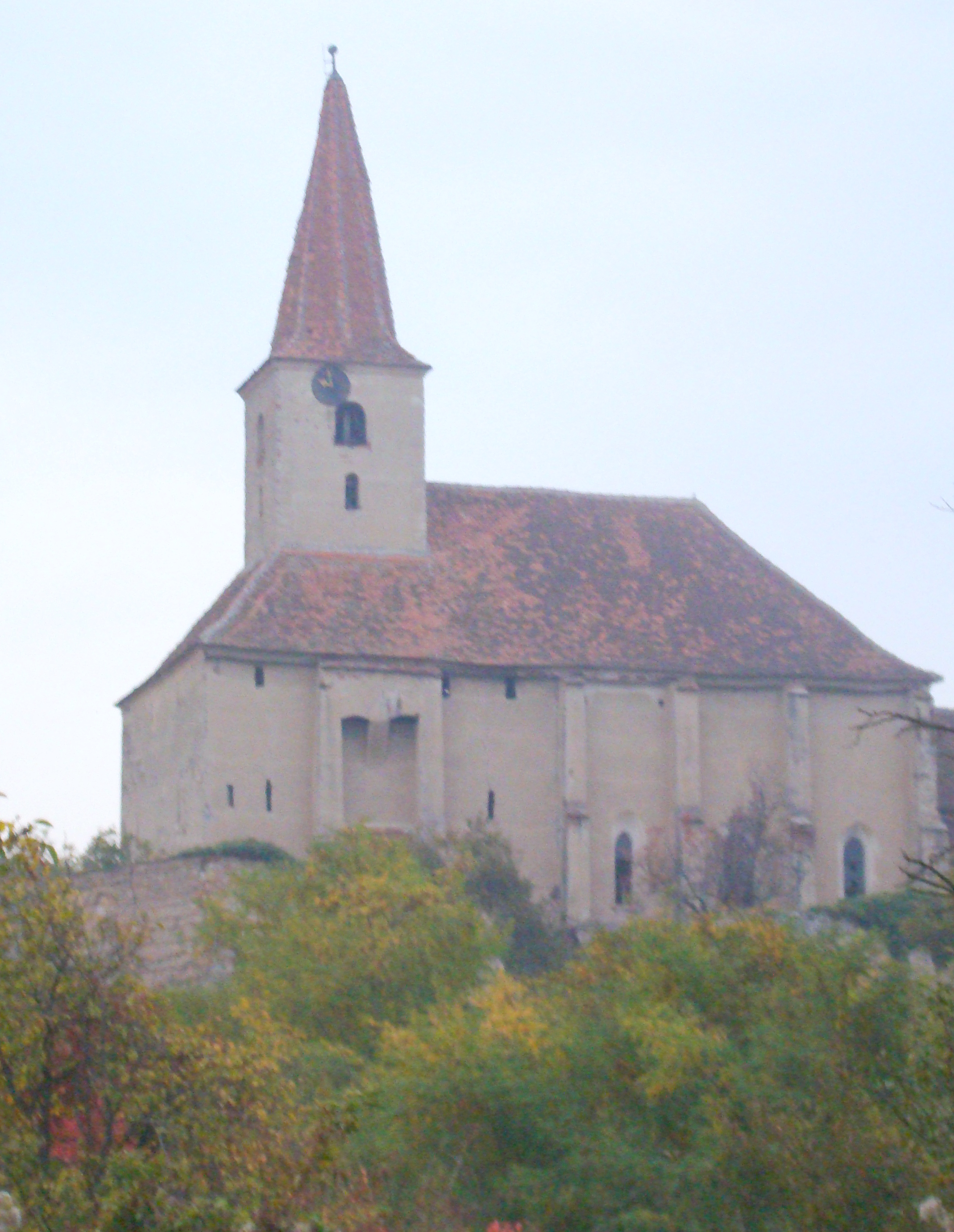
Biserica evanghelică fortificată din Dobârca

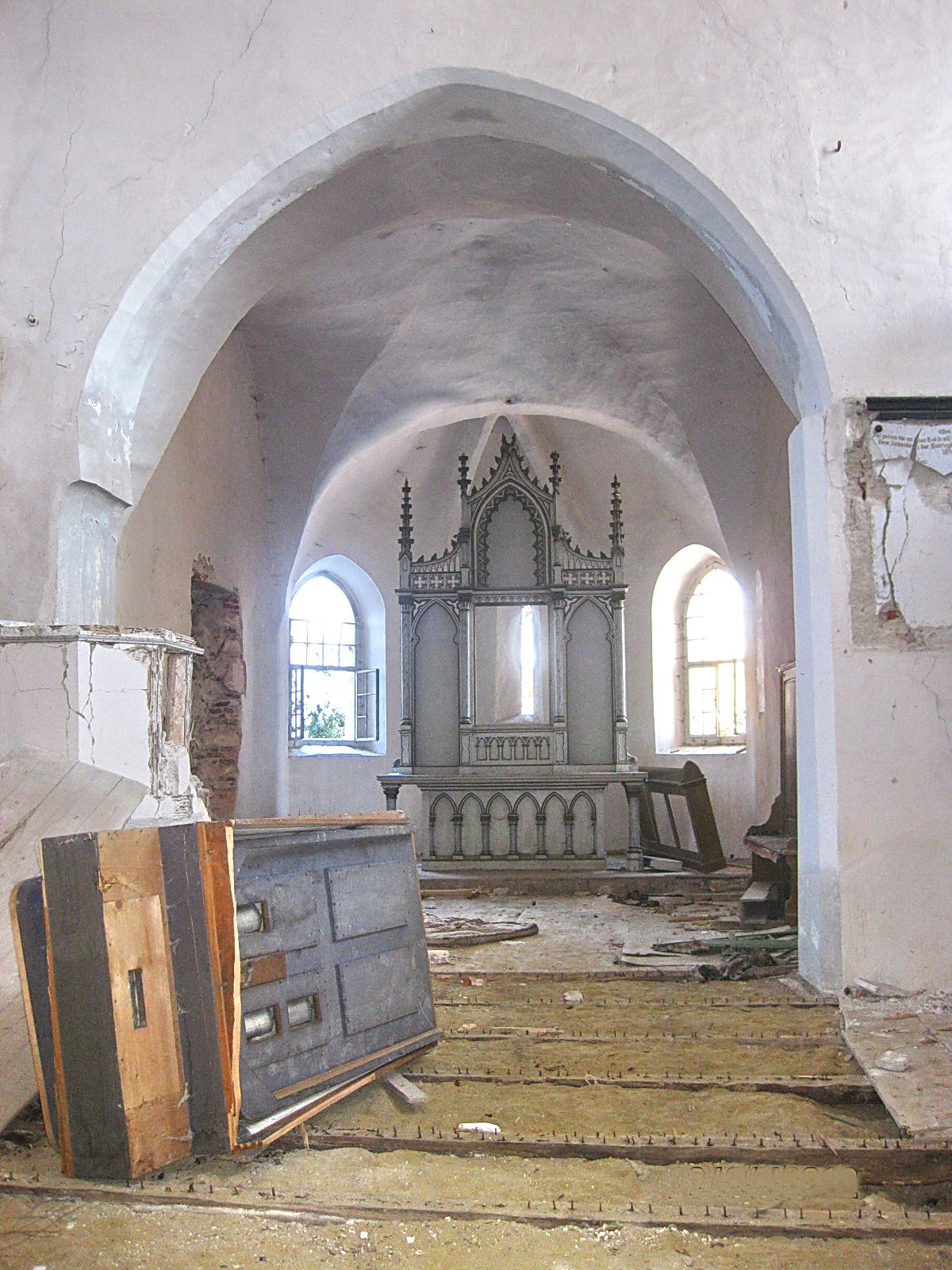
Biserica-sală (interior)

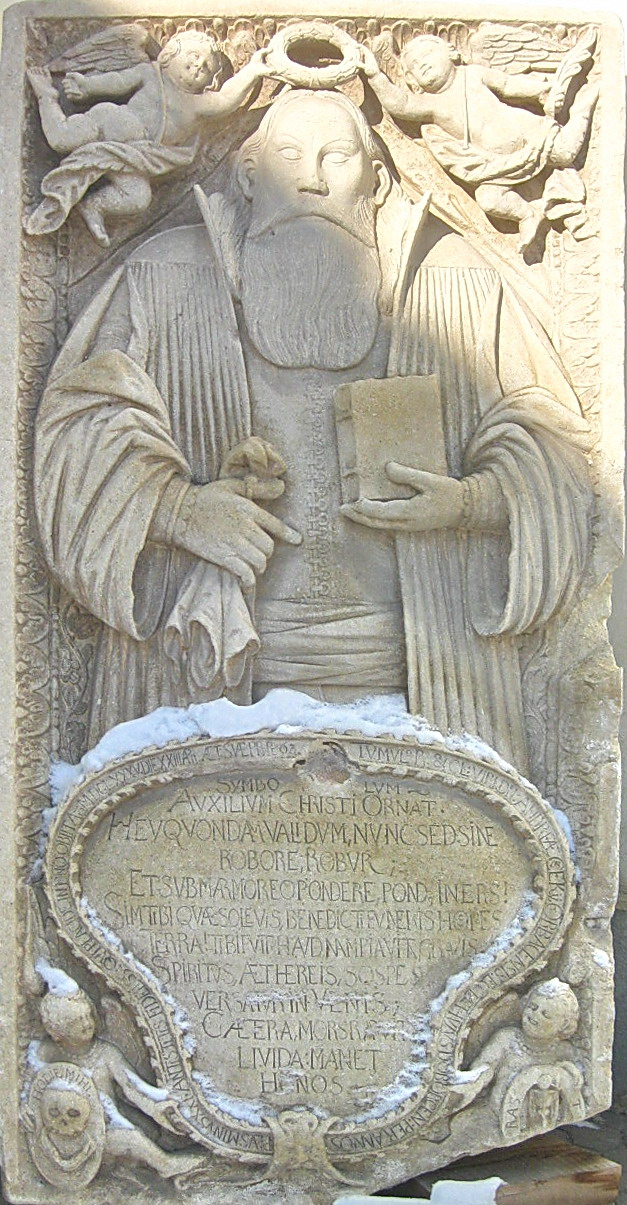
Piatră funerară din 1685

Biserica evanghelică fortificată din Dobârca este un ansamblu de monumente istorice aflat pe teritoriul satului Dobârca al orașului Miercurea Sibiului.
Ansamblul este format din două monumente:
- Biserica evanghelică fortificată (cod LMI SB-II-m-A-12381.01)
- Incintă fortificată, cu turnuri și acces fortificat (cod LMI SB-II-m-A-12381.02)[2]

## Localitatea
Dobârca mai demult Dobărca (în dialectul săsesc Dobrenk, în germană Dobring, Dobreng, Doborka, Doberg, în maghiară Doborka) este un sat ce aparține orașului Miercurea Sibiului din județul Sibiu, Transilvania, România. Prima mențiune documentară a localității datează din anul 1309.

## Biserica
Cetatea bisericească a fost construită pe o pantă din partea de nord-vest a localității, fiind precedată de o bazilică romanică, cu un turn zvelt în partea de vest. În anul 1481 au fost executate lucrări de fortificare în cursul cărora au fost dublate zidurile turnului, realizându-se un donjon, prevăzut cu guri de tragere. Bazilica a fost demolată în cea mai mare parte, construindu-se în locul ei o biserică sală, acoperirea interioară realizându-se printr-o boltă cilindrică cu penetrații. Peste cor s-a mai ridicat un nivel fortificat, iar incinta fortificată, de plan aproximativ circular, a fost înălțată. Incinta a fost întărită cu turnuri de flancare în nord, vest și sud și cu un turn de poartă. Altarul baroc se află în prezent la Sibiu.
Din bazilica ridicată în secolul al Xlll-lea s-au păstrat fațada vestică cu clopotnița, două arcade ale navei centrale, arcul de triumf și părțile laterale. În anul 1481 biserica veche a fost transformată și fortificată ca biserică sală în stil gotic, acțiune finalizată în 1515. 
Vechea clopotniță cu tribună nu a fost înglobată în nava centrală a bazilicii, ci a format un corp adăugat fațadei. În jurul anului 1500, vechiul turn romanic a fost înglobat într-un turn masiv de apărare, astfel încât între paramentul exterior al turnului clopotniță și paramentul interior al turnului defensiv se creează un spațiu de aproximativ 2 metri, în care sunt amenajate galeriile de luptă. Vechiul altar, care era datat 1629, se păstrează în ferula bisericii parohiale luterane din Sibiu.
În 1599 a fost ridicat în jurul clopotniței romanice un bastion cu ziduri masive, cu patru etaje din care primul are o boltă cilindrică. În peretele nordic al corului este fixat epitaful reprezentând pe fostul preot paroh A. Czeck, decedat in 1685. În aceeași perioadă au fost construite fortificațiile, zidul de apărare în formă hexagonală și trei bastioane. După 1599 incinta a fost lărgită în partea de vest și a fost ridicat un al patrulea bastion înspre vest.
Orga bisericii a fost construită în 1898 de frații Rieger și renovată în 1917 de Karl Einaschenk. În iunie 2009 instrumentul era complet devastat. Mai exista doar burduful și acesta era în stare de funcționare.

## Situația actuală
În ultimii ani biserica fortificată din satul Dobârca a fost vandalizată. Zidurile sunt acum sparte, clopotul a fost furat, tuburile de la orgă au fost topite pentru metal iar localnicii și-au adus vacile să se adăpostească în altar.
În 2015 cinci volume bisericești de patrimoniu datând din anii 1945, 1885, 1870 și 1893, care au aparținut Bisericii Evanghelice din Dobârca, au fost confiscate de la un tânăr care încerca să le vândă în Târgul Obor din Sibiu.
În octombrie 2017 acoperișul și drumul de strajă de deasupra corului bisericii fortificate din Dobârca s-au prăbușit complet și, în cădere, a fost dislocat și acoperișul sacristiei. Cauzele au fost probabil furtul grinzilor de susținere ale drumului.
În ianuarie 2018 a demarat un proiect de conservare a bisericii.

## Galerie de imagini

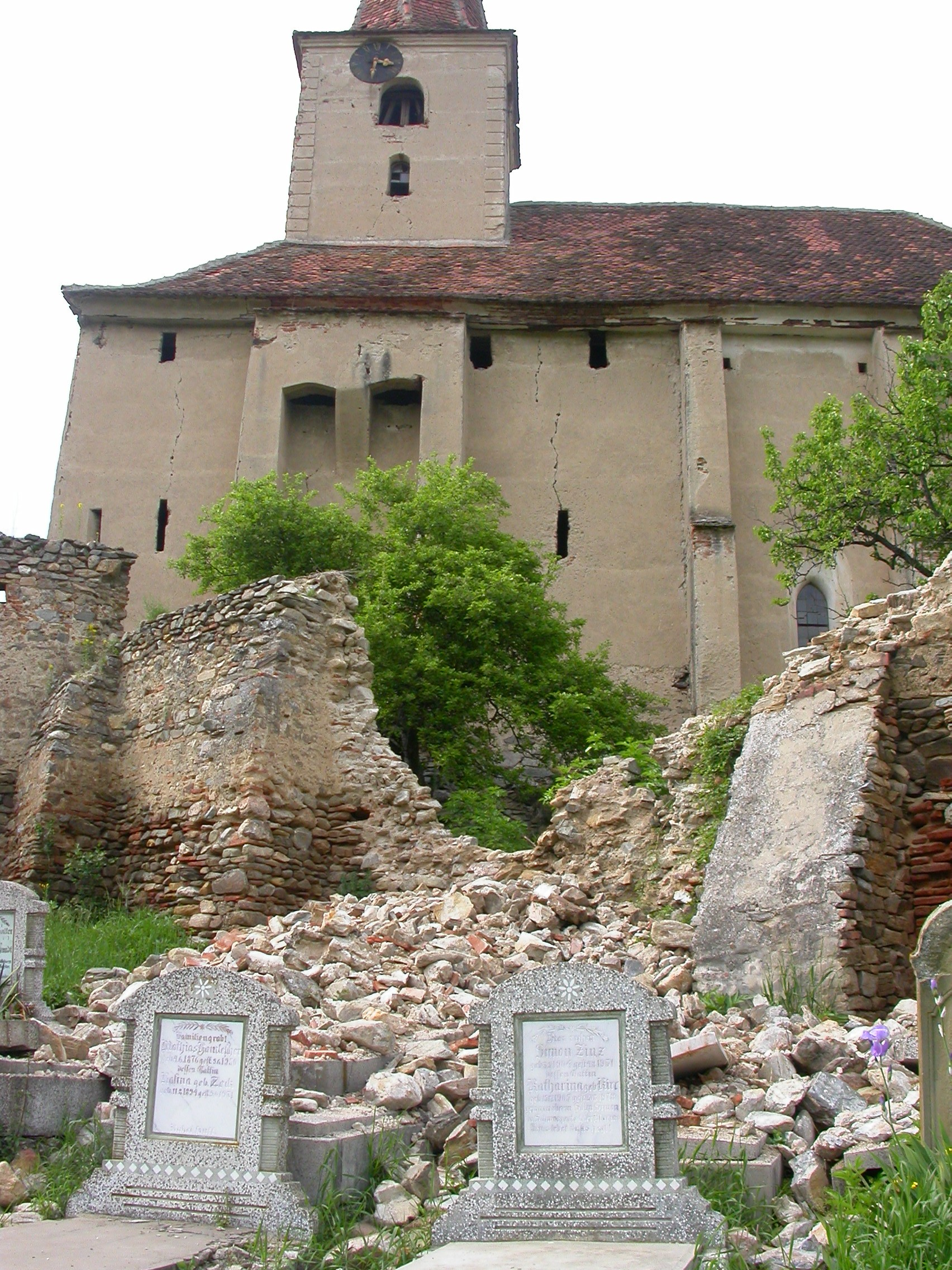
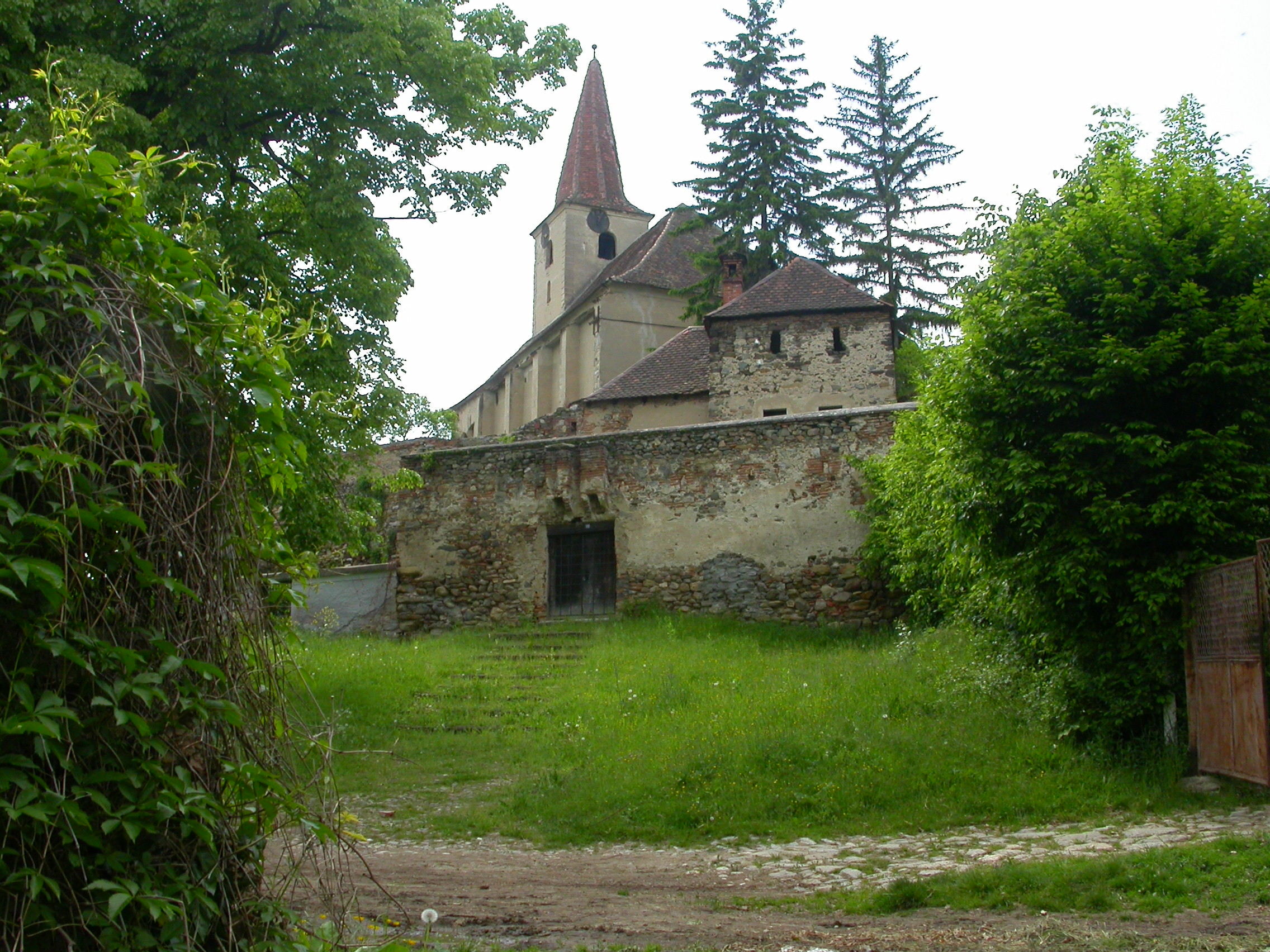
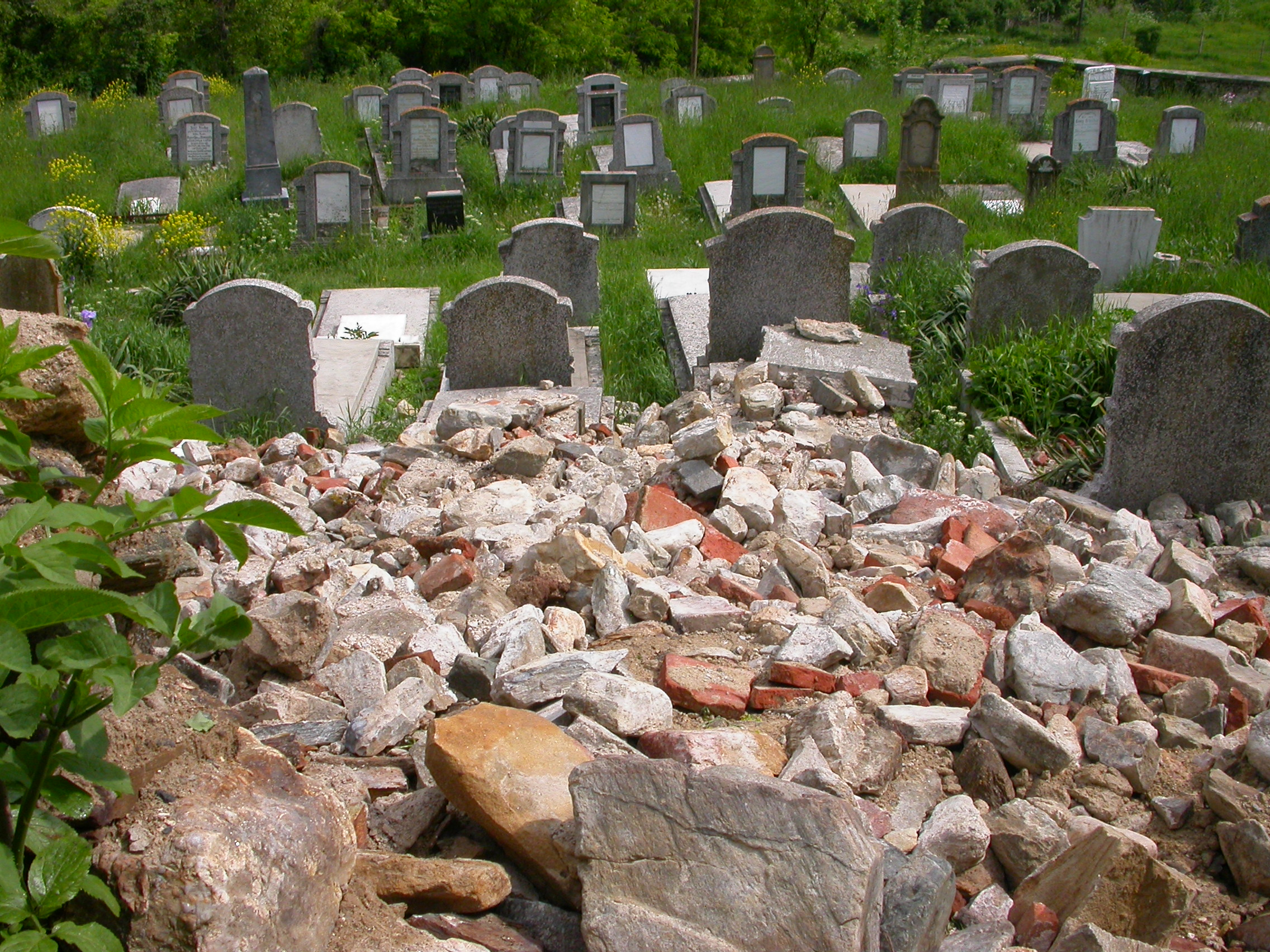
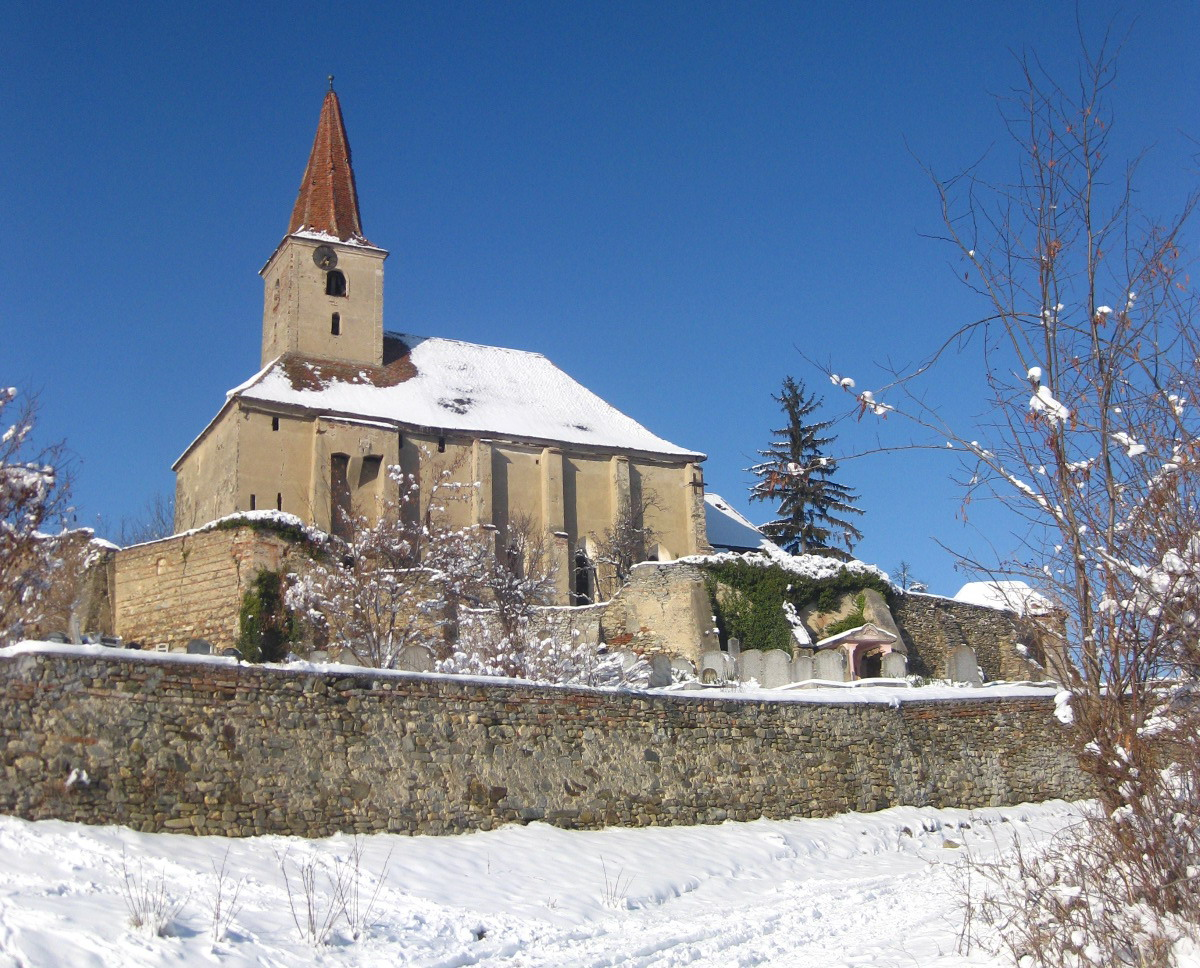
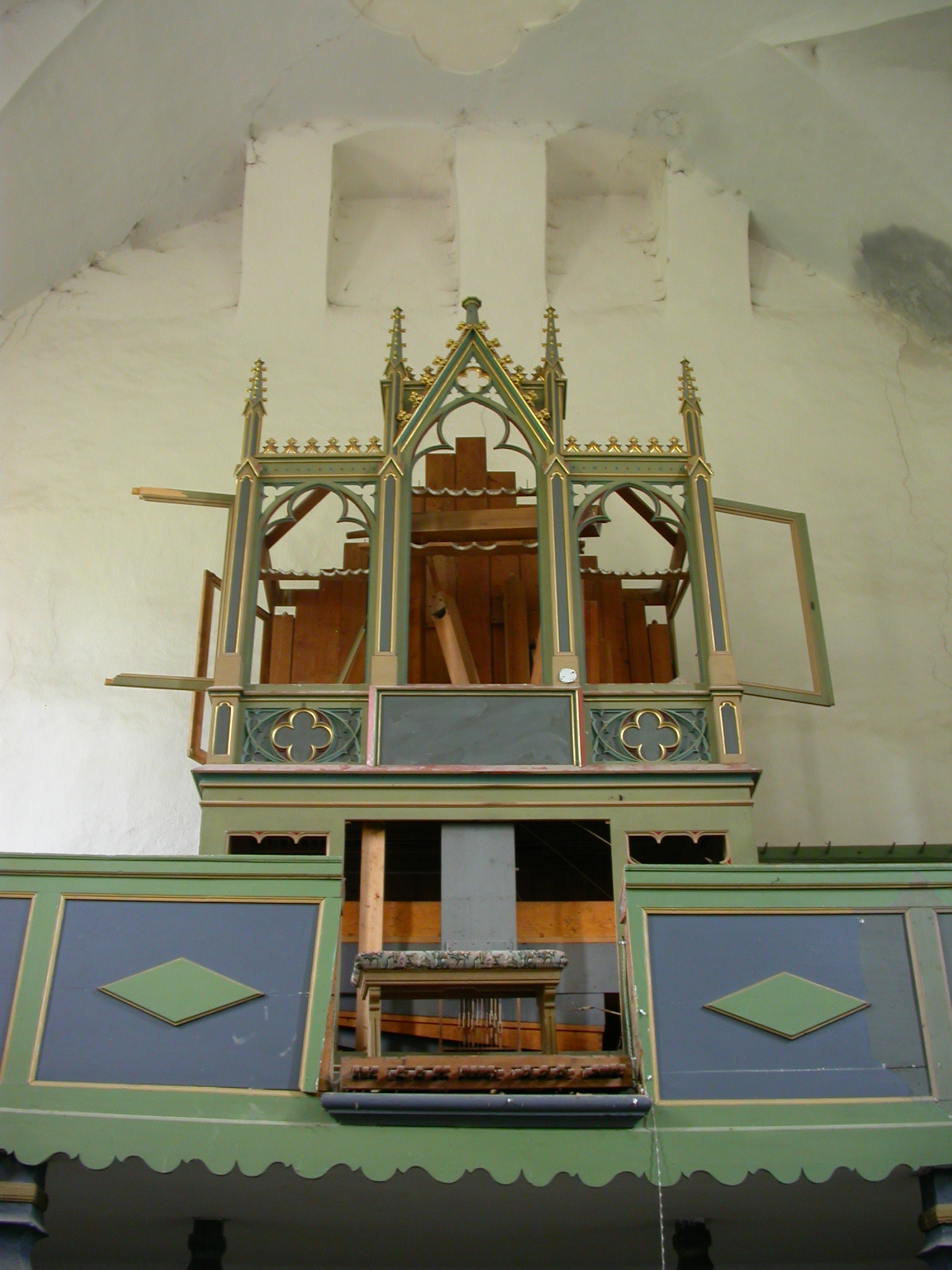
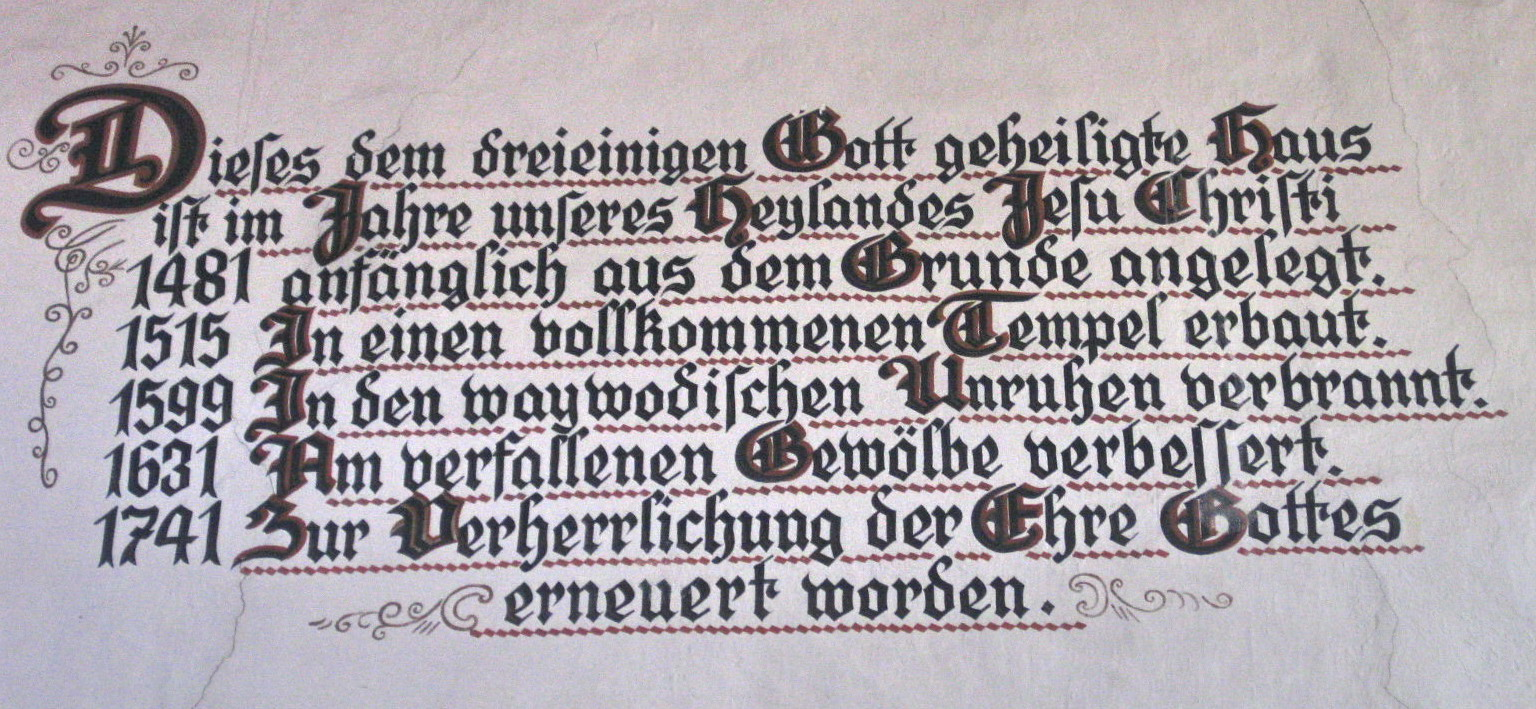
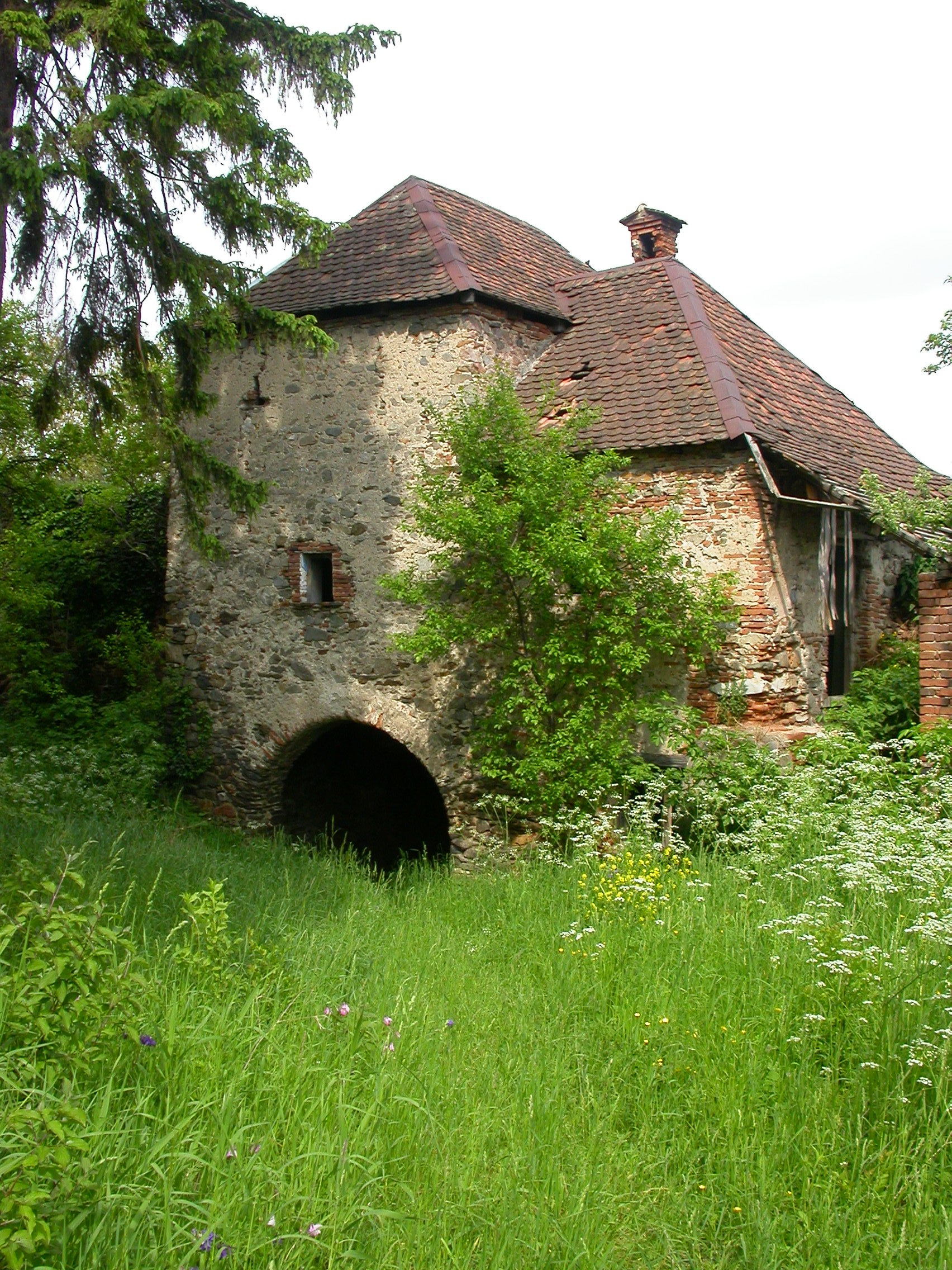

## Vezi și
- Dobârca, Sibiu